# 690
690 (DCXC) var ett normalår som började en lördag i den julianska kalendern.

## Händelser

### Okänt datum
- Wu Zetians Zhoudynasti börjar i Kina (Hon var Kinas första och enda kvinnliga kejsare).
- Det beräknade datumet för det tidigaste kända utövandet av blindschack, spelas av Sa'id bin Jubair. [1]
- Kejsarinnan Jitō bestiger Japans kejsartron.
- 21 personer från Baekje migrerar till Japan.
- Bygget av Klippdomen fortsätter i Jerusalem.

## Födda
- Gregorius III, påve 731–741.
- Rotrude av Treves, hertiginna av Frankerna (död 724)
- Pelayo, första kungen av Asturien (död 737)
- Rhodri Molwynog ap Idwal, kung av Gwynedd i Wales

## Avlidna
- 19 september – Theodore av Tarsus, ärkebiskop av Canterbury (född 602)
- Li Sujie